# Stylidium amoenum
Stylidium amoenum är en tvåhjärtbladig växtart som beskrevs av Robert Brown. Stylidium amoenum ingår i släktet Stylidium och familjen Stylidiaceae. Inga underarter finns listade i Catalogue of Life.

## Bildgalleri

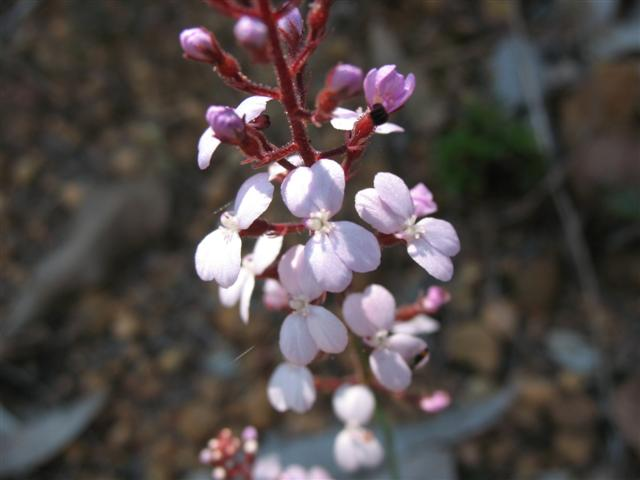
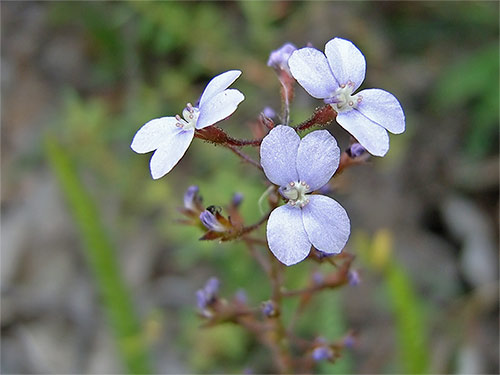
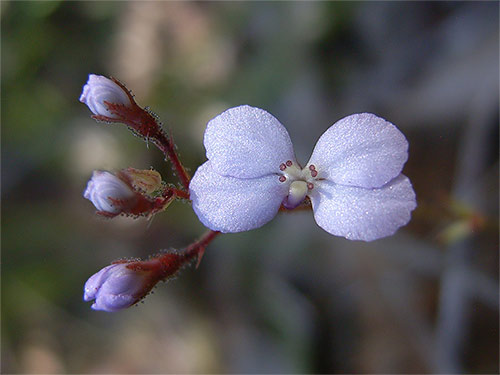
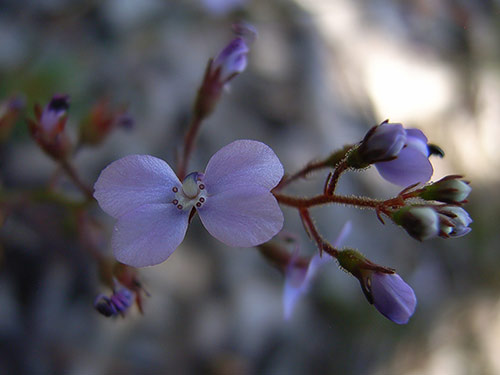